# Heliodoxa gularis
A Heliodoxa gularis  a madarak osztályának sarlósfecske-alakúak (Apodiformes)  rendjébe és a kolibrifélék (Trochilidae) családjába tartozó faj.

## Rendszerezése
A fajt John Gouldangol ornitológus írta le 1860-ban, az Aphantochroa nembe Aphantochroa ? gularis néven.

## Előfordulása
Az Andok-hegység keleti lábainál, Kolumbia, Ecuador és Peru területén honos. Természetes élőhelyei a szubtrópusi vagy trópusi síkvidéki esőerdők. Állandó, nem vonuló faj.

## Megjelenése
Testhossza 11–12 centiméter. Rózsaszínű torka van.

## Természetvédelmi helyzete
Az elterjedési területe kicsi és az erdőirtások miatt még csökken is, egyedszáma is gyorsan csökken. A Természetvédelmi Világszövetség Vörös listáján sebezhető fajként szerepel.